# نيشين (آيتشي)
نيشّين مدينة تقع ضمن محافظة آيتشي في اليابان، تأسست في 10/1/1994، بلغ عدد تعداد سكانها في 1 يناير – 2008 حوالي 80921 مساحتها الإجمالية حوالي 34.9 كم٢ لتصبح كثافة سكانها 2319 نسمة لكل كيلو متر مربع.

## توأمة
لنيشين (آيتشي) اتفاقيات توأمة مع كل من:
- أوينسبورو
- بالاو
- بنغلاديش
- كيسو [الإنجليزية]‏
- شيما

## معرض صور

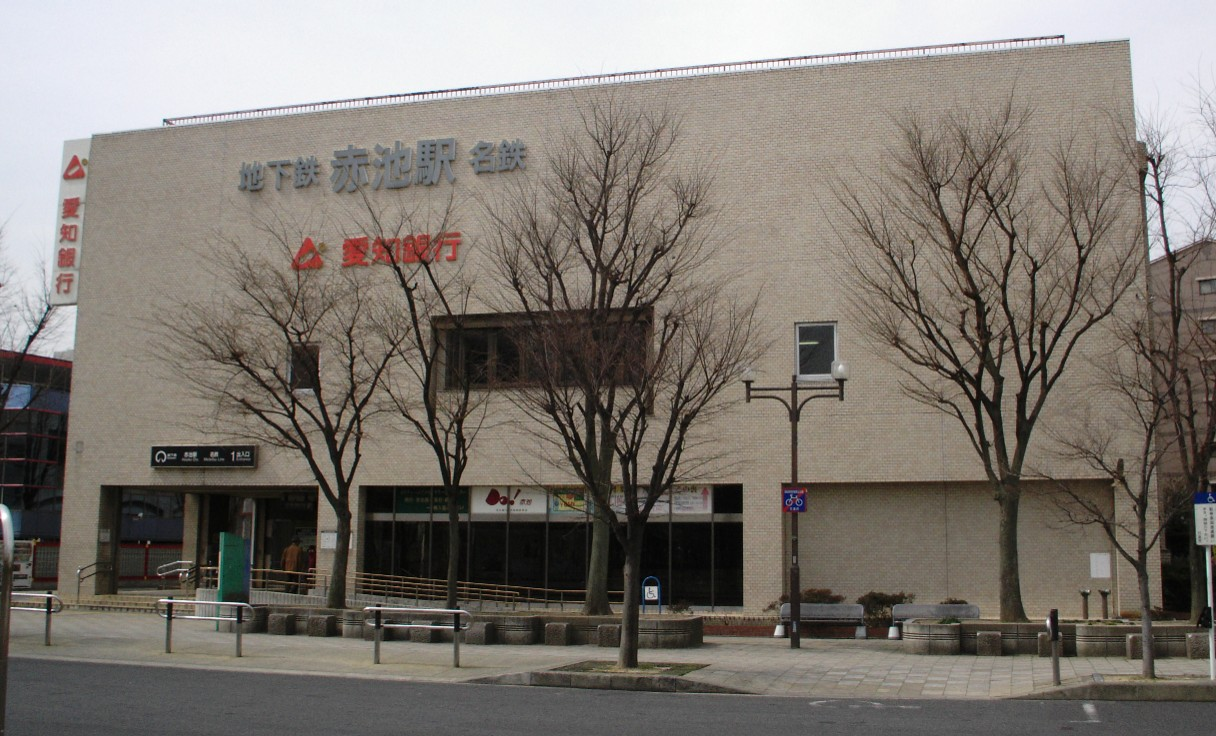
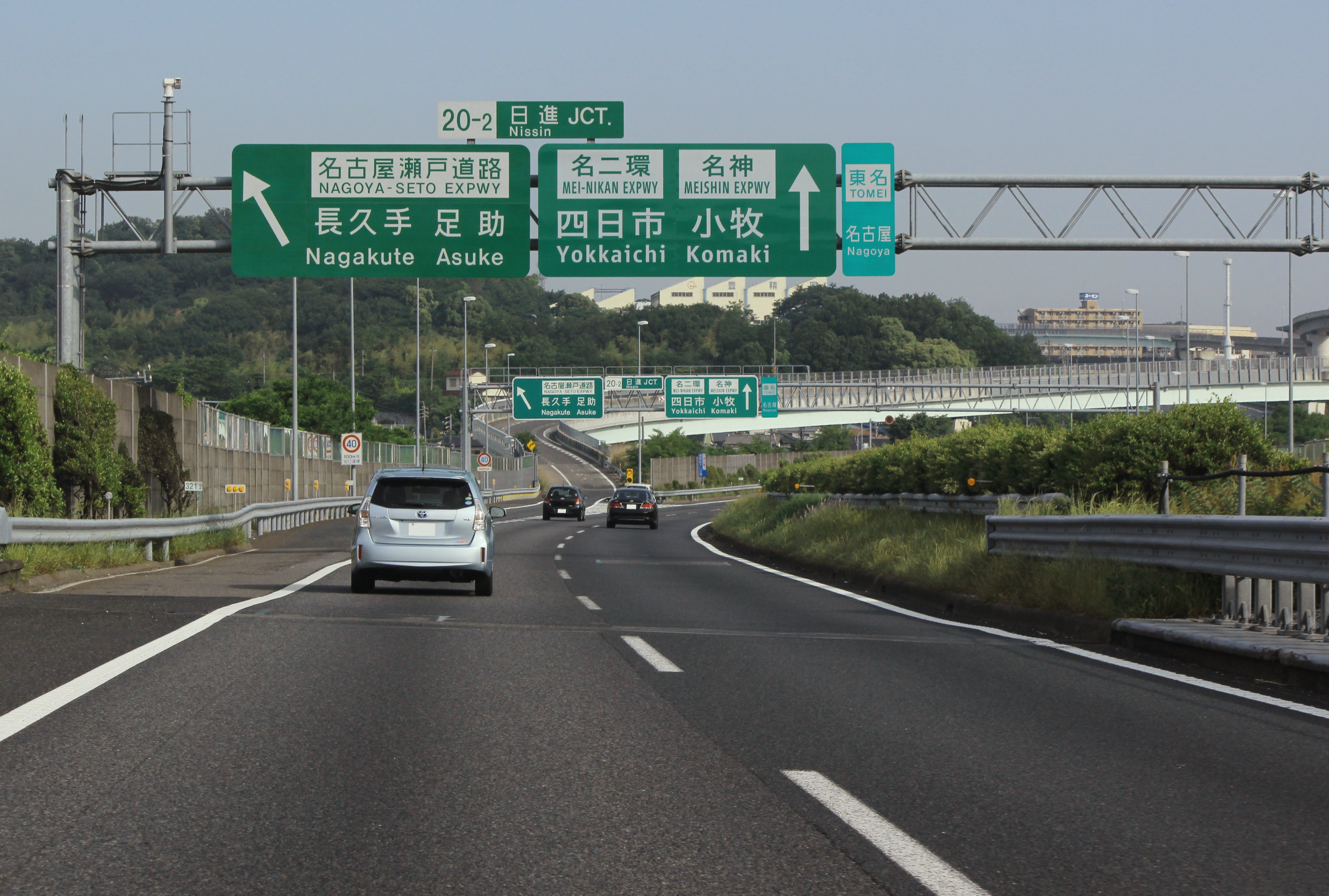
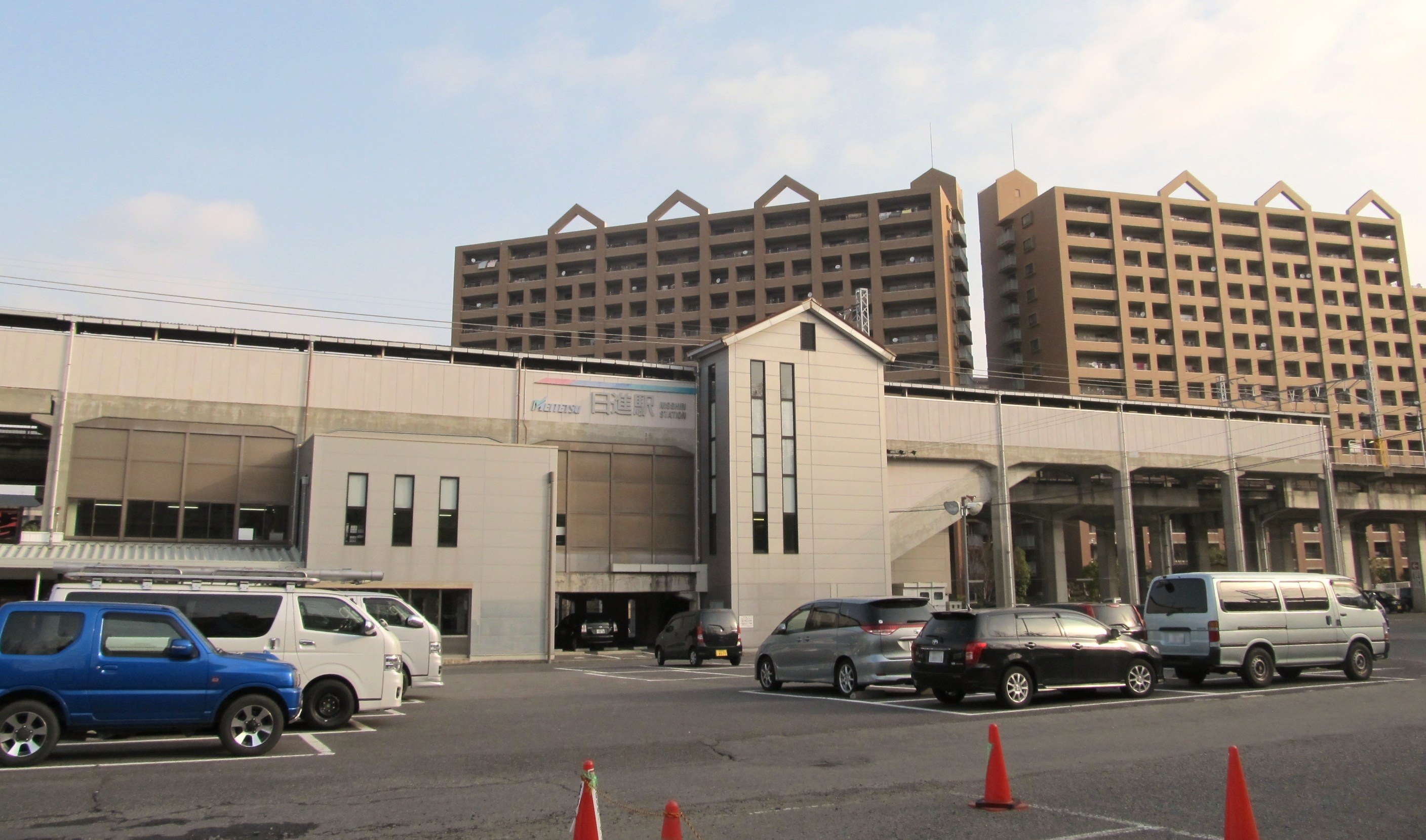
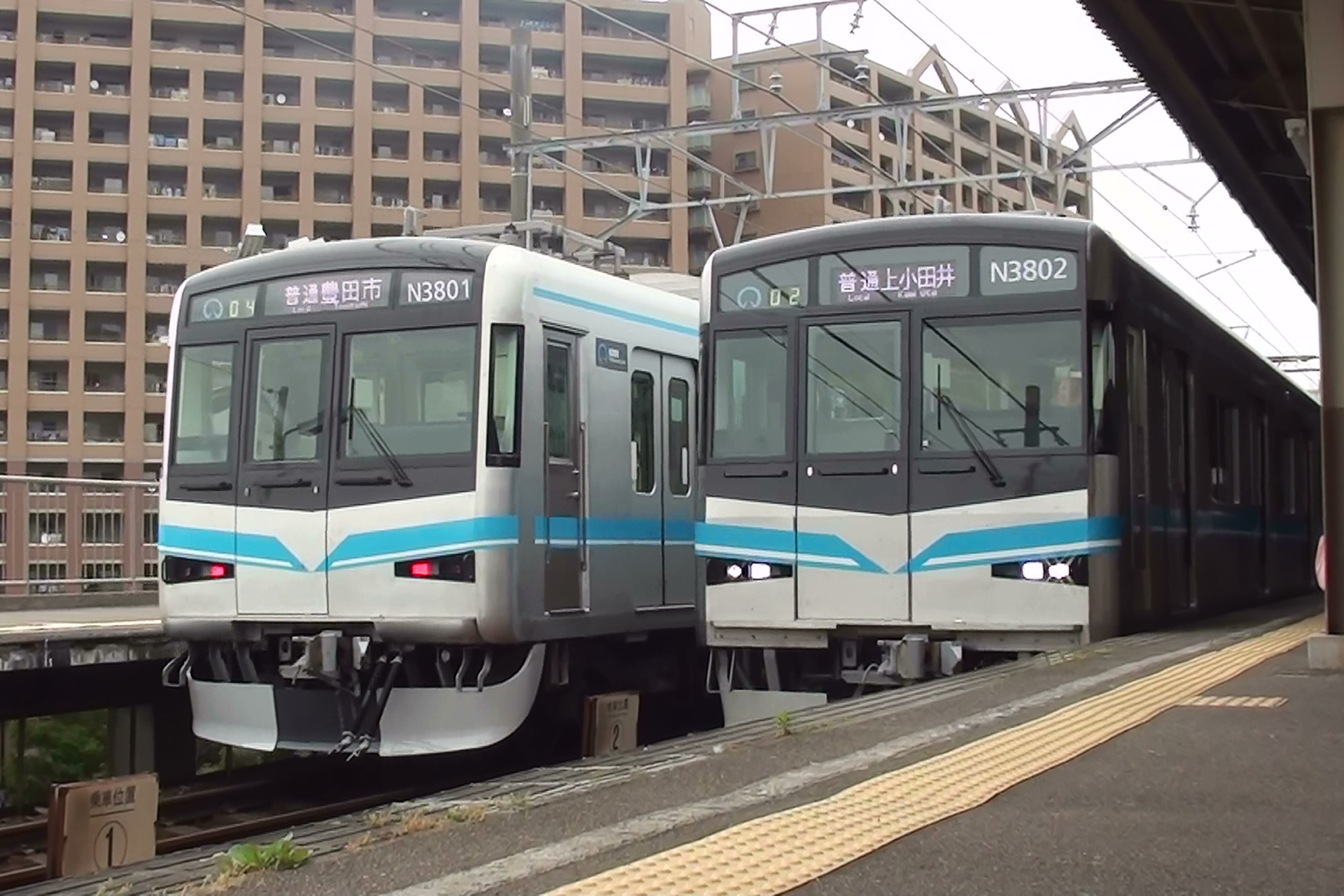

## أعلام
- أياكا سوا
- أكيرا إيشيدا
- ميتشيكو هاتوري